# Actinomyces israelii
Actinomyces israelii ist ein grampositives Stäbchenbakterium. Es handelt sich um den Leitkeim der Aktinomykose, der in über 90 % aller klinischen Isolate dieser bakteriellen Mischinfektion zu finden ist. Daneben lässt sich häufig auch Fusobacterium nucleatum anzüchten.
Erstmals beschrieben wurde Actinomyces israelii 1891 von Max Wolff (1844–1923) und James Israel.

## Morphologie und Kultur
Grampositives, nicht säurefestes, anaerobes, mikroaerophiles, z. T. Verzweigungen aufweisendes Stäbchenbakterium. Aktinomyceten-Eiter enthält makroskopisch kleine Körnchen im Durchmesser von ca. einem Millimeter (sogenannte Drusen) bestehend aus Mikrokolonien und umgebendem Leukozytenwall.

## Pathogenese und Krankheitsbilder
Actinomyces israelii gehört zur Normalflora. Die endogene Infektion mit dem Erreger verursacht eine zervikofaciale, chronisch destruktive, granulomatöse Entzündungsreaktion unter häufiger Einbeziehung von Gesicht, Unterkiefer, Nacken und Zunge. Pathognomonisch sind Fisteln und Drusen.
Weitere Formen der Erkrankung:
- thorakale Aktinomykose
- abdominelle Aktinomykose
- genitale Aktinomykose
- Tränensack-Aktinomykose (Kanalikulitis)

## Diagnostik
Kulturelle Anzucht aus Eiter, Fistelsekret, Gewebe und Bronchioalvelolärer Lavage (BAL) möglich. Langsames Wachstum. Kolonien erst nach zwei Wochen auf Agarplatte sichtbar.
Hinweise auf Infektion mit Actinomyces israelii sind grampositive, verzweigende Stäbchenkolonien unter dem Mikroskop und können zusammen mit der Klinik eine erste Verdachtsdiagnose erhärten. Seit wenigen Jahren wird auch die Polymerase-Kettenreaktion (zum Beispiel die sogenannte BlockCycler PCR-Methode) zum Nukleinsäure-Direktnachweis von Actinomyces-Arten in Gewebeproben eingesetzt.

## Therapie
Chirurgische Exzision der Fisteln und antibiotische Therapie. Erreger normalerweise (Amino-)Penicillin sensibel, wegen Begleitflora aber häufig Breitbandantibiotika indiziert. Problematisch ist die hohe Rezidivrate.